# Віашу
Віашу (рум. Viașu) — село у повіті Мехедінць в Румунії. Входить до складу комуни Петулеле.
Село розташоване на відстані 260 км на захід від Бухареста, 33 км на південний схід від Дробета-Турну-Северина, 78 км на захід від Крайови.

## Населення
За даними перепису населення 2002 року у селі проживали 605 осіб, усі — румуни. Усі жителі села рідною мовою назвали румунську.